# Thạnh Hội
Thạnh Hội là một xã thuộc thành phố Tân Uyên, tỉnh Bình Dương, Việt Nam.

## Địa lý
Xã Thạnh Hội có vị trí địa lý:
- Phía đông và phía nam giáp tỉnh Đồng Nai
- Phía tây giáp phường Thái Hòa
- Phía bắc giáp phường Thạnh Phước.

Xã Thạnh Hội có diện tích 4,28 km², dân số năm 2021 là 4.472 người, mật độ dân số đạt 1.045 người/km².

## Hành chính
Xã Thạnh Hội được chia thành 4 ấp: Nhựt Thạnh, Tân Hội, Thạnh Hòa, Thạnh Hiệp.

## Lịch sử
Ngày 17 tháng 11 năm 2004, Chính phủ ban hành Nghị định 190/2004/NĐ-CP về việc thành lập xã Thạnh Hội trên cơ sở 388 ha diện tích tự nhiên và 2.298 nhân khẩu của xã Thạnh Phước.
Xã Thạnh Hội có 388 ha diện tích tự nhiên và 2.298 nhân khẩu.